# Ликофрон II Ферский
Ликофрон (др.-греч. Λυκόφρων) — тиран фессалийского города Феры 358—352 годов до н. э.
Ликофрон пришёл к власти после убийства, в котором сам принимал участие, своего двоюродного брата Александра. Его попытка расширить своё влияние завоевав ряд свободных фессалийских городов привело к вмешательству в фессалийские дела Филиппа II Македонского. Ликофрон, в свою очередь, обратился за помощью к стратегу-автократору Фокидского союза Ономарху. После поражения и гибели Ономарха в 352 году до н. э. Ликофрон был вынужден покинуть Феры, выторговав себе и войску наёмников свободный уход.

## Биография

### Происхождение. Приход к власти в Ферах
Ликофрон родился в семье Ясона, тирана Фер и верховного вождя-тага Фессалии 370-х годов до н. э., который на момент своей гибели был одним из наиболее могущественных правителей в Древней Греции. По одной из версий, основанной на свидетельстве грамматика Конона времён правления Августа, Ликофрон был сыном некоего Эвалка или Полиалка. Современные историки считают рассказ Конона недостоверным.
На момент убийства Ясона в 370 году до н. э. его дети были слишком малы, чтобы наследовать отцу. Вскоре власть в Ферах захватил двоюродный брат Ликофрона Александр. За одиннадцать лет правления он приобрёл славу жестокого тирана, чуть ли не «худшего из всех, которых порождала греческая земля». В 358 году до н. э. жена Александра Феба организовала заговор против супруга. Династический брак Александра с дочерью его влиятельного предшественника Ясона был несчастливым и бездетным. В изложении античных авторов, Феба уговорила братьев Тисифона и Ликофрона спрятаться в одной из комнат дома, а затем Александр был убит ими во время сна.

### Правление
Согласно Диодору Сицилийскому, вначале Тисифон и Ликофрон позиционировали себя как тираноубийцы, однако вскоре подкупили наёмников, убили потенциальных противников и стали вести себя как тираны. После гибели Александра власть в Ферах перешла к старшему брату Тисифону. Однако, Ликофрон играл при нём столь важную роль, что по мнению современных историков речь может идти о соправлении.
После захвата власти Тисифон и Ликофрон начали наступление на свободные фессалийские города, после чего те обратились к царю Македонии Филиппу II. Македоняне пришли им на помощь, разбили войско Тисифона и Ликофрона, заставив их прекратить экспансию в Фессалию.
К 354 году до н. э. Тисифон, предположительно, умер и Ликофрон стал полновластным правителем Фер, взяв в соправители другого брата Пифолая. Ликофрон вновь напал на свободные фессалийские города, которые вновь обратились за помощью к Филиппу II. Македонский царь вновь пришёл им на помощь и даже захватил портовый город Фер Пагасы, отрезав их от доступу к морю. На этом фоне в противостояние вмешались фокидяне. Стратег-автократор Фокидского союза Ономарх не мог допустить объединения Фессалии, так как видел в этом непосредственную угрозу для своих владений. Также, гипотетическая победа Фер вывела бы Фессалию из Третьей Священной войны и существенно бы улучшила стратегическое положение фокидян. Между двумя правителями был заключён союз. Первая экспедиция фокидян под командованием Фаилла оказалась неудачной, однако затем Ономарх привёл в Фессалию свои основные силы и разбил македонян. Филипп II был вынужден отступить, где стал готовиться к реваншу.
В 353 или 352 году до н. э. Филипп II снова вторгся в Фессалию, объединил свои силы с войсками Ларисы и других фессалийских городов и двинулся к портовому полису Пагасам. Ферские тираны вновь обратились за помощью к Ономарху, и тот был вынужден прервать удачный поход в Беотию и двинулся на север. Предположительно, он рассчитывал соединить своё войско с силами Ликофрона. Чтобы не допустить соединения Ономарха с его ферскими союзниками, Филипп спешно занял позицию на полпути между Фермопильским проходом и Ферами на так называемом Крокусовом поле — обширной равнине на побережье Пагасийского залива между Фтиотийскими Фивами и Алосом.
В последующей битве войско Ономарха было разбито, а сам военачальник погиб. Ближайшим результатом битвы стала капитуляция Фер. Тираны Ликофрон и Пифолай сдали город в обмен на право свободного прохода с войском, которое насчитывало две тысячи человек. Таким образом завершилась длившаяся около 50 лет тирания в Ферах.

### После бегства из Фер
Со своим войском Ликофрон и Пифолай отправились в Фокиду, где после смерти Ономарха стратегом-автократором стал его брат Фаилл. Братья помогли спартанцам в их войне с Мегалополем, отправив отряд в сто пятьдесят всадников. В 349 году до н. э. Ликофрон с Пифолаем находился в Афинах, где ему пришлось предстать перед судом по неизвестному историкам обвинению. Пифолай был лишён гражданства. Имя Ликофрона в этом контексте не упомянуто. Предположительно, он умер до окончания судебного процесса.

### Исследования
- Белох К. Ю. Греческая история: в 2 т. / пер. с нем. М. О. Гершензона; под ред. и со вступ. ст. Ю. И. Семёнова.. — М.: Государственная публичная историческая библиотека России, 2009. — Т. 2: Кончая Аристотелем и завоеванием Азии. — ISBN 978-5-85209-215-1.
- Берве Г. Тираны Греции. — Ростов-на-Дону: Феникс, 1997. — (Исторические силуэты). — ISBN 5-222-00368-X.
- Кембриджская история древнего мира / под редакцией Д.-М. Льюиса, Дж. Бордмэна, С. Хорнблоуэра, М. Оствальда. Перевод, научное редактирование, примечания А. В. Зайкова. — М.: Ладомир, 2017. — Т. VI. Четвёртый век до нашей эры. Второй полутом. — 720 с. — ISBN 978-5-86218-542-3.
- Клеймёнов А. А. «Фессалийская конфузия» Филиппа II: локальное поражение как стимул к развитию // Тульский научный вестник. Серия История. Языкознание. — Тула: ТГПУ им. Л.Н. Толстого, 2020. — Вып. 2, № 2. — С. 6—19.
- Клеймёнов А. А. О тактике противоборствующих сторон в битве на Крокусовом поле (353 (352) г. до н.э.) // Parabellum novum: Военно-исторический журнал. — СПб.: Издатель Д. А. Скобелев, 2022. — Вып. 51, № 18. — С. 26—39.
- Уортингтон Й[нем.]. Филипп II Македонский. — СПб. — М.: Евразия — ИД Клио, 2014. — 400 с. — ISBN 978-5-91852-053-6.
- Фролов Э. Д. Греция в эпоху поздней классики (Общество. Личность. Власть). — СПб.: Издательский Центр «Гуманитарная Академия», 2001. — 602 с. — (Studia classica). — ISBN 5-93762-013-5.
- Kahrstedt U.[нем.]. Lykophron 4 // Paulys Realencyclopädie der classischen Altertumswissenschaft :  [нем.] / Georg Wissowa. — Stuttgart : J. B. Metzler’sche Verlagsbuchhandlung, 1927. — Bd. XIII, 2. — Kol. 2315—2316.